# Thapsia garganica
Espèce
Thapsia garganica est une espèce de plantes à fleurs de la famille des Apiacées. C'est une plante toxique d'origine circum-méditerranéenne. Elle a donné son nom à une molécule d'intérêt testée pour traiter certains cancers ou la Covid-19, la thapsigargine, inhibitrice de l'enzyme SERCA (Endo/sarcoplasmique calcium ATPase). On a aussi retrouvé cette molécule ou des analogues (qu'on cherche à synthétiser), dans d'autres plantes du même genre et de la même famille des Apiaceae (et plus récemment (2013) des guaianolides hexaoxygénés ont été détectées dans le genre Laser. Le nom de genre vient du grec ancien θαψία (thapsía), de Thapsos, en Sicile,.

## Description
Cette plante vivace à la tige striée, glabre, ramifiée dans sa partie supérieure, atteint de 0,90 à 1,40 m de hauteur. Les feuilles sont vertes et glabres. Les feuilles primordiales sont petites, elliptiques et entières, les suivantes sont palmatilobées. Les feuilles de la base de la tige sont grandes, 2-3 pennatiséquées, les supérieures sont réduites à une gaine large. La racine est volumineuse, noirâtre extérieurement, blanche intérieurement.
L'inflorescence est une grande ombelle composée à 15-20 rayons, portant des fleurs jaunes. L'involucre et involucelle sont absents. Les ombellules sont de forme globuleuses.
Le fruit est elliptique, comprimé dorsalement, de 10-15 sur 20-25 mm, à échancrures plus ou moins larges au sommet et à la base. Ailes latérales très développées, brillantes, d'un jaune paille, finement striées.
Cette espèce montre dans son aire de répartition une grande flexibilité phénologiques et de traits biologiques fonctionnels, en réponse aux conditions édaphiques, à l'altitude et à l'exposition (versant nord, sud…). Elle pourrait cependant être négativement affectée par le dérèglement climatique.

## Liste des sous-espèces
Selon Catalogue of Life (14 juillet 2015) :
- sous-espèce Thapsia garganica subsp. garganica
- sous-espèce Thapsia garganica subsp. gymnesica (Rosselló & Pujadas) A.M. Romo
- sous-espèce Thapsia garganica subsp. messanensis

## Écologie, répartition
Thapsia garganica est une plante méditerranéenne. Elle est présente au Maroc, en Algérie, en Tunisie et en Libye (Dobignard et Chatelain, 2010-11), mais aussi en Turquie, en Espagne, au Portugal, en Italie et en Grèce.

## Propriétés

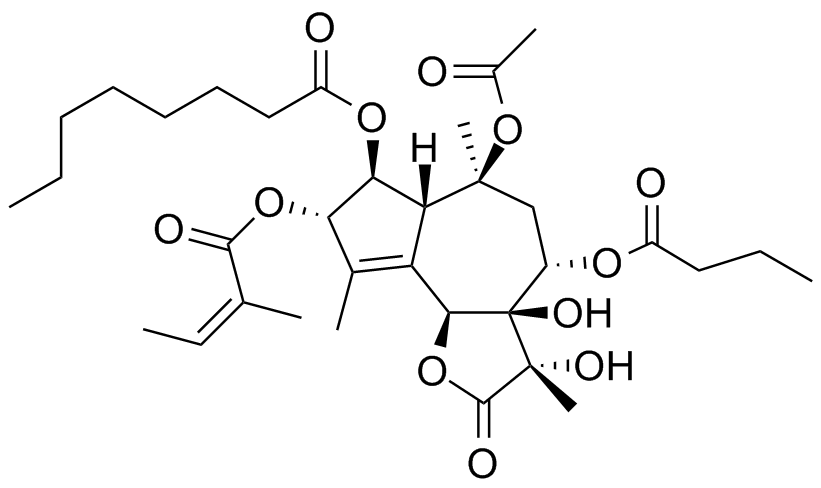
Structure de la thapsigargine.

L'huile essentielle extraite des racines contient principalement de l'élémicine (54 à 73 %) et de la latifolone (20 à 32 %) (Avato et Rosito, 2002).
Les racines contiennent principalement les constituants volatils suivants : les lactones sesquiterpènes, δ-cadinène, α- et δ-guaiène (en), élémol et guaiol (en) (champacol) (Drew et al., 2012), dont la thapsigargine.
Ali et al. (1985) ont montré que la thapsigargine est capable d'induire la libération d'histamine de diverses cellules (classées par ordre de sensibilité : mésentère, poumon et cœur). Cette propriété est à l'origine du caractère vésicant, mais aussi de l'intoxication humaine et animale (invertébrés y compris) si la molécule est ingérée. Toutes les thapsigargines sont maintenant considérées comme des composés de défense de certaines plantes contre les herbivores, car toxiques par inhibition des enzymes SERCA. On sait maintenant que les thapsigargines constitue le moyen de défense biochimique dominant chez les Thapsia biosynthétisée par des voies qui semblent communes ou proches parmi ces plantes,, en réponse aux agressions physiques sur la plante (herbivorie notamment). Elles inhibent les protéines membranaires qui pompent le calcium à l’intérieur du réticulum endoplasmique. Couplée à un peptide, c’est une prodrogue qui peut cibler les cellules du cancer de la prostate et, après activation de la molécule, les tuer par apoptose (Winther et al., 2010).

## Utilisations

### Usages phytopharmaceutiques
L'ancienne colonie grecque de Cyrène (côte nord de l'actuelle Libye) exportait autrefois dans le Moyen-Orient et vers l'occident une résine végétale dite laserpicium en latin, tirée d'une plante appelée silphium, σίλφιον (sílphion) en grec ancien,. Cette résine valait son poids en argent, et parfois en or selon une source de l'antiquité. Le silphium figure sur plusieurs monnaies datant de l'époque où Cyrène était très riche (600 av. J.-C. à environ 100 av. J.-C.), montrant une forme typique de la famille des Apiacées. Il semble qu'elle se soit localement ou totalement éteinte après une phase de surexploitation ; ce serait peut-être même la première espèce végétale disparue documentée dans l'Histoire écrite humaine, vers le troisième siècle de notre ère, époque où les exportations ont cessé,. Parmi les hypothèses, les archéobotanistes estiment qu'il pourrait s'agir d'une plante du genre Ferula (retrouvée dans les ruines de Cyrène par le botaniste suédois Söderling-Brydolf dans les années 1960). Mais Söderling-Brydolf y a aussi retrouvé une importante population de Thapsia garganica L. qui pourrait aussi peut-être correspondre à la plante originelle ou en être proche. Des textes anciens ont rapporté que les moutons nourris au silphium étaient particulièrement délicieux, mais la toxicité de T. garganica démontrée chez les mammifères notamment, et illustrée par son nom anglais qui se traduit par « carotte mortelle », affaiblit cette hypothèse.
En dépit d'effets adverses (Hippocrate signalait déjà des effets irritants (brûlure) des Thapsia sur la peau vers 400 apr. J.-C.), l'écorce de racine et la résine de Thapsia ont été très utilisées durant des siècles en médecine arabe et européenne. 
Théophraste recommandait, d'en utiliser la résine, préparée à partir d'un alcoolat d'écorces de racines récoltées de décembre à mars, l'alcoolat étant ensuite concentré, utilisable selon lui contre la maigreur, certaines maladies pulmonaires chroniques et la stérilité. Lors de la préparation, il fallait soigneusement éviter tout contact de la peau avec les autres parties des racines que l'écorce, sous peine d'éruptions cutanées suivies de plaies suppurantes,. Bien que les emplâtres en contenant aient été décrits comme ayant des effets très désagréables, 13], cette résine a été longtemps très utilisée pour calmer les irritations,. 
Cette plante figurait encore dans la Pharmacopée française de 1937, et elle fait encore partie de la pharmacopée traditionnelle d'Afrique du Nord, où elle sert de remède contre l'arthrite, l'herpès, la chute des cheveux, l'hypertension, les rhumatismes, l'eczéma et la gale ; 
À partir de 1973, le suédois Finn Sandberg et ses collègues, à la Royal Danish School of Pharmacy de Copenhague, puis à l'Université d'Uppsala ont fait de cette plante la source de plusieurs composés (guaianolides hexaoxygénées) chimiquement et pharmacologiquement intéressants.
En 1978, on isole son principe actif majeur, alors baptisé thapsigargine 1, et on en comprend la structure,,. D'autres guaianolides polyoxygénés sont isolés dans les racines de la plante. Ces composés ont aussi été retrouvés en petite quantité dans les fruits de la plante , graines dont la récolte et plus facile que la collecte des racines (qui nécessite de tuer la plante). 
La thapsigargine a d'abord été décrite comme induisant une production d'histamine à partir de mastocytes et de médiateurs à partir d'autres cellules appartenant au système immunitaire (si les cellules étaient incubées dans un milieu contenant du Ca2+). 
La thapsigargine, qui semble être le principal composant de défense de cette plante, est cytotoxique et elle promeut certaines tumeurs. Mais elle est testée depuis les années 1980 contre certains cancers ; Thapsia garganica est à l'origine d'un médicament (G202), testé dans les années 2010 avec de bons résultats contre le cancer de la prostate, le cancer du sein et le cancer du foie. La thapsigargine semble également active contre le SARS-CoV-2 responsable de la COVID-19 et contre d'autres coronavirus.

### Poison pour la pêche
Dans la région de la plaine de la soummam (Wilaya de Béjaia en Algérie), les racines de cette plante sont pilés sur une roche plate près d'une rivière poissonneuse. La pâte obtenue est dispersée dans une surface d'eau formant un étang de préférence. Au bout de quelques minutes la macération agit sur les poissons et les anguilles en les intoxiquant. Ils remontent alors à la surface du plan d'eau où il suffit de les ramasser.

### Alimentation
Cette plante (nommée Adheryis dans une partie du Maghreb) n'est généralement pas considérée comme alimentaire ou comestible, mais il semble que ce soit sa racine qui sert à parfumer l'eau de cuisson d'un couscous que les kabyles et Berbères préparent traditionnellement une fois par an pour fêter le début du printemps.
Il est de tradition chez les habitants de la petite Kabylie (allant de Bejaia jusqu'à Jijel dans le nord est Algérien) d’accueillir le printemps et d’aller «à sa rencontre Anmeguer tafsout » avec la joie qui marque la renaissance des végétaux. Pour la circonstance, un dîner particulier Imensi N’tefsut est préparé.
Elle consiste en la confection d’un couscous de circonstance : ce plat particulier, préparé, servi et consommé, une fois dans l’année, c’est le « Seksu d uderyis » en tamazight, deriesse ou bounafaa (بونافع) en arabe, thapsia en français) pour le premier jour du printemps.
Seksu d uderyis est un couscous aux œufs durs et légumes de saison, cuit à la vapeur de racines uderyis (Azar uderyis) et plusieurs autres plantes vertes symbole de printemps.
Les légumes utilisés généralement sont: les pommes de terre, les carottes, le fenouil, l’oignon et comme légumes secs: les pois chiches.
Les légumes sont placés au fond d’un couscoussier, découpés en dés, salés et cuits à l’étuvée sur une marmite d’eau ou sont plongées 4 à 5 racines de thapsia grossièrement épluchées, plusieurs autres plantes vertes du printemps et les œufs en nombre suffisant.
A la mi-cuisson des légumes, les recouvrir de couscous en fonction du nombre de personnes composant la famille. (Faire plusieurs passages à la vapeur en humidifiant et en aérant le couscous).
Ainsi les légumes, le couscous et les œufs sont embaumés d’un parfum subtil et particulier.
Une seule précaution à prendre, lors de la dégustation de ce mets exceptionnel : ne pas boire de liquides (eau, leben, etc.) pendant 5 à 6 heures qui suivent le repas, faute de quoi, les vapeurs et les saveurs du thapsia provoqueront nausées,  vomissements et diarrhée incontrôlables.